# Онищенко, Вадим Прохорович
Вадим Прохорович Онищенко (10 марта (н.с.) 1911 — 18 ноября 1991) — советский партийный и государственный деятель, депутат Верховного Совета СССР 4-го созыва, депутат Верховного Совета УССР 3-го созыва. Член ЦК КПУ в 1952—1960 гг.

## Биография
Родился в семье учителя в Российской империи, в городе Глухове Черниговской губернии (нынешняя Сумская область, Украина).
В 1930 году окончил профтехшколу, а в 1934 году — Шосткинский химико-технологический институт.
В 1934 году работал инженером строительного участка на строительстве комбината.
С конца 1934 года до 1940 года работает в Донецкой-Ворошиловградской области инженером-конструктором, начальником проектного отдела, начальником отдела капитального строительства и начальником строительного управления.
С 1940 года работает в городе Харькове начальником отдела монтажных работ треста, а затем начальником капитального строительства завода имени Т. Г. Шевченко.
В 1941 году стал членом ВКП(б).
С сентября 1941 года работает начальником строительства и главным инженером строительства в городе Сарапул Удмуртской АССР.
В октябре 1943 года его избирают заместителем секретаря Сарапульского городского комитета ВКП(б) по промышленности.
С апреля 1944 года работает заместителем заведующего промышленным отделом Херсонского обкома КП(б)У, заместитель секретаря Херсонского обкома КП(б)У по строительству.
В 1948—1949 годах — заведующий промышленно-транспортным отделом Херсонского обкома КП(б)У.
В 1949—1951 годах — 2-й секретарь Херсонского областного комитета КП(б)У.
В 1951—1954 годах — 1-й секретарь Херсонского областного комитета КПУ.
С 1954 года работает министром городского и сельского строительства УССР, затем работает заместителем министра внутренних дел УССР.
Скончался в Киеве 18 ноября 1991 года, на 81 году жизни. Похоронен на Байковом кладбище.

## Награды
Награждён орденом «Знак почета», медалью «За доблестный труд в Великой Отечественной войне 1941—1945», медалью «За победу над Германией в Великой Отечественной войне 1941—1945».